# 尾畑裕
尾畑 裕（おばた ひろし、1958年 - ）は、日本の会計学者。専門は、原価計算・管理会計。学位は、博士（商学）（一橋大学・論文博士・2000年）。明治学院大学経済学部経営学科教授、一橋大学名誉教授。会計分野の授業を受け持っている。日本原価計算研究学会会長。日本会計研究学会太田黒澤賞及び日本会計研究学会学会賞、日本原価計算研究学会学会賞受賞。元公認会計士試験委員、電気通信紛争処理委員会（旧称:電気通信事業紛争処理委員会）委員。石川県金沢市出身。
岡本清（一橋大学名誉教授）に師事。門下生に、高橋賢（横浜国立大学教授）、荒井耕（一橋大学教授）、岡田幸彦（筑波大学准教授）、日吉雄太（公認会計士、元衆議院議員）等がいる。

## 経歴
この節の出典は富士大学。

### 学歴
- 1982年一橋大学商学部卒業
- 1987年一橋大学大学院商学研究科博士後期課程単位取得退学
- 2000年一橋大学より博士（商学）の学位を取得

### 職歴
- 1987年-一橋大学商学部専任講師
- 1990年-1991年ケルン大学経済社会学部企業計算論講座（在外研究）
- 1991年-一橋大学商学部助教授
- 1999年-一橋大学商学部教授
- 2015年-日本原価計算研究学会会長[4]
- 2022年-明治学院大学教授、一橋大学名誉教授[5]
- 2023年-産業経理協会理事長[6]

他に、松山大学、早稲田大学でも非常勤講師を務める。

## 社会的活動
- 2007年から総務省電気通信紛争処理委員会（旧称電気通信事業紛争処理委員会）委員、2011年から防衛省防衛調達審議会委員。
- 2021年に防衛省防衛調達審議会会長代理を退任し、防衛大臣感謝状を授与された[7]。
- 日本会計研究学会理事、日本原価計算研究学会会長、公益財団法人メルコ学術振興財団選考委員長[8]。

## 受賞
- 日本会計研究学会学会賞（1996年）
- 日本会計研究学会太田黒澤賞（2000年）
- 日本原価計算研究学会学会賞（2000年）

## 著書

### 単著
- 『ドイツ原価理論学説史』、2000年 中央経済社

### 共著
- 『管理会計』、（岡本清・廣本敏郎・挽文子と共著）、2008年 中央経済社

## 共編著
- 『スタンダードテキスト 管理会計論』（山本浩二、小菅正伸、中村博之、小倉昇と）、2008年 中央経済社